# Верховодка звичайна
Верхово́дка звича́йна (Alburnus alburnus) — риба родини ялецевих (Leuciscidae).

## Опис

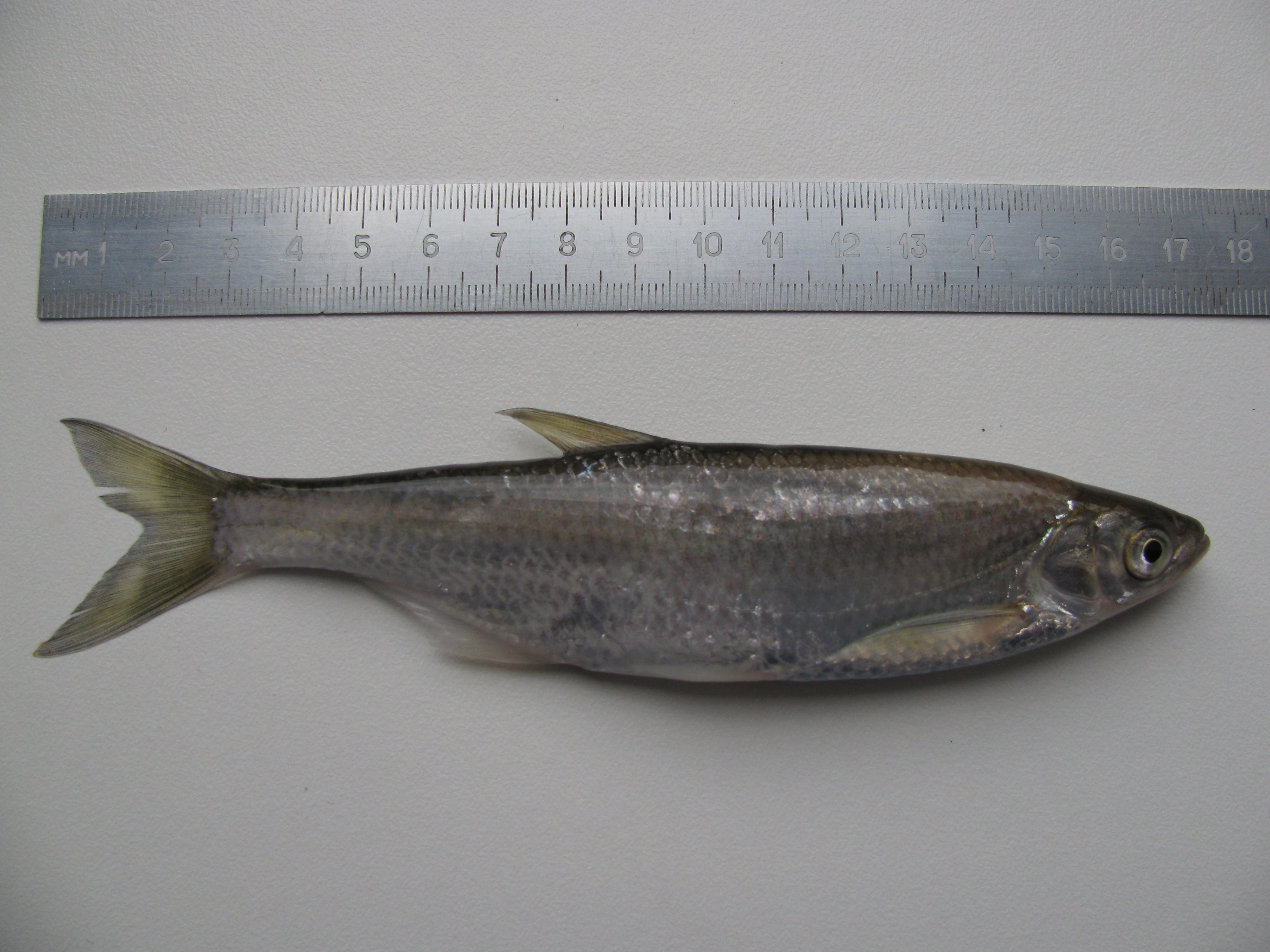

Розміри невеликі (10—15, рідко перевищує 20 см), вага до 100 г, тіло видовжене, дуже стиснуте по боках, гостре ребро на череві. Голова маленька, верхня щелепа має заглиблення, в яке входить подовжена нижня щелепа. Глоткових зубів з кожної сторони по сім, розташовані двома рядами. Забарвлення дуже красиве — спина сіро-блакитна з зеленим відливом, боки та черево сріблясті, дуже блискучі, плавці сірі, очі сріблясті. Луска дрібна, слабко тримається на тілі.

## Поширення
Розповсюджена у Європі, Малій Азії, Сибіру, на Кавказі. Зустрічається в річках, проточних озерах, водосховищах та струмках.

## Спосіб життя
Живе тільки у водоймах з чистою водою та гарним кисневим балансом, належить до реофілів. Збирається у зграї. Тримається поблизу перекатів та ям з піщаним дном, охоче збирається біля дерев, що нависають над водою. Іноді збирається біля мостів, свай та місць, де у воду заходить худоба. Тримається на глибині не більш як пів метра, а в теплу погоду біля самої поверхні, збираючи комах, що падають у воду. Риба постійно рухається в пошуках їжі. Основу раціону становлять комахи, також живляться ікрою та молоддю інших риб.

## Розмноження

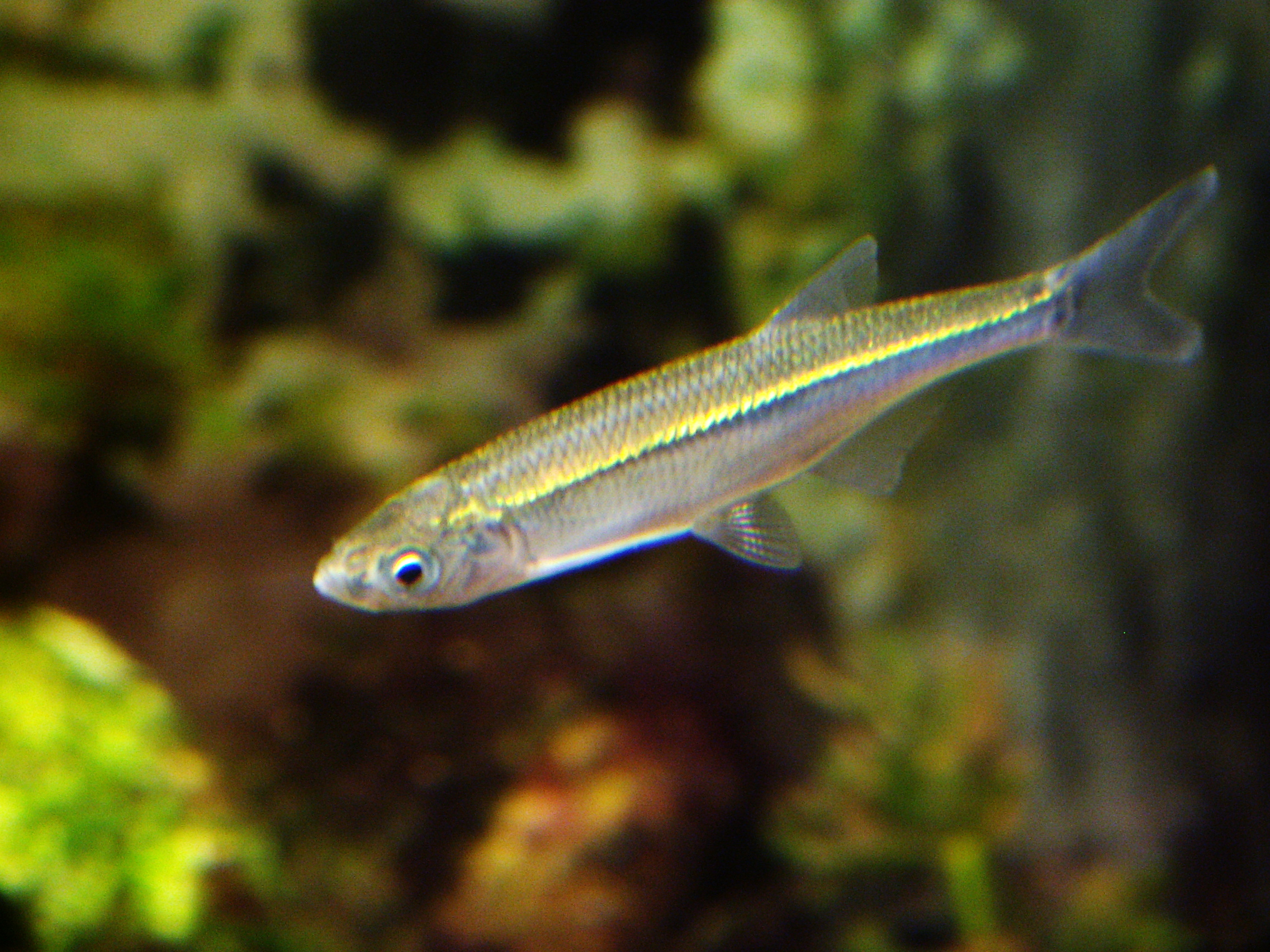
Молода особина верховодки

Статевої зрілості досягає на 3 році, загальна тривалість життя становить 5—6 років. Нерест відбувається з травня, коли вода прогрівається до 17—19°С, по липень, тільки за теплої та сонячної погоди в декілька етапів. Ікру відкладають на підводну рослинність, іноді на пісок та гальку. Личинки з'являються на 7—8 день, тримаються в рослинності біля поверхні води, іноді разом з дорослими особинами.

## Охорона
На більшій частині ареалу стан природних популяцій виду залишається більш-менш стабільним. Саме тому він, згідно Червоного списку МСОП, отримав охоронну категорію «відносно благополучний вид». Але в окремих регіонах спостерігається тенденція до зниження чисельності популяції виду. Тому верховодка звичайна занесена до Директиви Європейського Союзу 92/43/ЄС «Про збереження природних оселищ та видів природної фауни і флори» (Додаток II. Види рослин і тварин, що становлять особливий інтерес для Європейського Союзу, збереження яких потребує створення територій особливої охорони).

## Практичне значення
Великого значення не має, рибалки-аматори використовують верховодку як наживку для хижих видів риб. Завдає шкоди, знищуючи ікру цінних риб.